# Adéla Finstrlová
Adéla Finstrlová, rozená Indráková, (* 1991, Olomouc) je česká reprezentantka v orientačním běhu, juniorská vicemistryně světa štafet z roku 2011. Mezi její další velké úspěchy patří také například 25. místo ze sprintu na JWOC 2009 v italském San Martinu a stříbro. S orientačním běhu začínala v SK Univerzita Palackého Olomouc, v současnosti běhá za SK Žabovřesky Brno.

## Sportovní kariéra

### Umístění na MS
| Přehled úspěchů na Mistrovství světa juniorů | Přehled úspěchů na Mistrovství světa juniorů | Přehled úspěchů na Mistrovství světa juniorů | Přehled úspěchů na Mistrovství světa juniorů | Přehled úspěchů na Mistrovství světa juniorů |
| Mistrovství světa juniorů                    | Sprint                                       | Middle                                       | Long                                         | Štafety                                      |
| -------------------------------------------- | -------------------------------------------- | -------------------------------------------- | -------------------------------------------- | -------------------------------------------- |
| San Martino 2009                             | 25. místo                                    | 46. místo                                    | 42. místo                                    | 13. místo                                    |
| Aalborg 2010                                 | 28. místo                                    | 53. místo                                    | 33. místo                                    | 9. místo                                     |
| Wejherowo 2011                               | 42. místo                                    | 24. místo                                    | 28. místo                                    | 2. místo                                     |

### Umístění na MČR
| Umístění na Mistrovství České republiky v orientačním běhu | Umístění na Mistrovství České republiky v orientačním běhu | Umístění na Mistrovství České republiky v orientačním běhu | Umístění na Mistrovství České republiky v orientačním běhu | Umístění na Mistrovství České republiky v orientačním běhu | Umístění na Mistrovství České republiky v orientačním běhu | Umístění na Mistrovství České republiky v orientačním běhu | Umístění na Mistrovství České republiky v orientačním běhu | Umístění na Mistrovství České republiky v orientačním běhu | Umístění na Mistrovství České republiky v orientačním běhu | Umístění na Mistrovství České republiky v orientačním běhu | Umístění na Mistrovství České republiky v orientačním běhu |
| Ročník                                                     | Kategorie                                                  | Klasická                                                   | Krátká                                                     | Sprint                                                     | Dlouhá                                                     | Noční                                                      | Ranking                                                    | Členství v klubu                                           | Štafety                                                    | Kluby                                                      | Sprint. štafety                                            |
| ---------------------------------------------------------- | ---------------------------------------------------------- | ---------------------------------------------------------- | ---------------------------------------------------------- | ---------------------------------------------------------- | ---------------------------------------------------------- | ---------------------------------------------------------- | ---------------------------------------------------------- | ---------------------------------------------------------- | ---------------------------------------------------------- | ---------------------------------------------------------- | ---------------------------------------------------------- |
| MČR 2006                                                   | D16 – mladší dorostenky                                    | 16. místo                                                  | 4. místo                                                   | 8. místo                                                   |                                                            |                                                            | 541. místo                                                 | SOB Olomouc (Slávia Olomouc)                               |                                                            |                                                            |                                                            |
| MČR 2006                                                   | D18 – starší dorostenky                                    |                                                            |                                                            |                                                            |                                                            |                                                            |                                                            | SOB Olomouc (Slávia Olomouc)                               | 17. místo                                                  | 13. místo                                                  |                                                            |
| MČR 2007                                                   | D16 – mladší dorostenky                                    | 3. místo                                                   | 2. místo                                                   | 3. místo                                                   |                                                            |                                                            | 468. místo                                                 | SOB Olomouc (Slávia Olomouc)                               |                                                            |                                                            |                                                            |
| MČR 2007                                                   | D18 – starší dorostenky                                    |                                                            |                                                            |                                                            | 11. místo                                                  |                                                            |                                                            | SOB Olomouc (Slávia Olomouc)                               | 2. místo                                                   | 13. místo                                                  |                                                            |
| MČR 2008                                                   | D18 – starší dorostenky                                    | 7. místo                                                   | 4. místo                                                   | 8. místo                                                   |                                                            |                                                            | 312. místo                                                 | SOB Olomouc (Slávia Olomouc)                               |                                                            |                                                            |                                                            |
| MČR 2008                                                   | D21 – ženy                                                 |                                                            |                                                            |                                                            |                                                            |                                                            |                                                            | SOB Olomouc (Slávia Olomouc)                               | 19. místo                                                  |                                                            |                                                            |
| MČR 2009                                                   | D18 – starší dorostenky                                    |                                                            | 1. místo                                                   | 3. místo                                                   | 7. místo                                                   | 1. místo                                                   | 51. místo                                                  | SOB Olomouc (Slávia Olomouc)                               | 15. místo                                                  |                                                            |                                                            |
| MČR 2010                                                   | D20 – juniorky                                             | 4. místo                                                   | 6. místo                                                   | 3. místo                                                   | 3. místo                                                   | 1. místo                                                   | 29. místo                                                  | SOB Olomouc (Slávia Olomouc)                               |                                                            |                                                            |                                                            |
| MČR 2010                                                   | D21 – ženy                                                 |                                                            |                                                            |                                                            |                                                            |                                                            |                                                            | SOB Olomouc (Slávia Olomouc)                               | 8. místo                                                   | 32. místo                                                  |                                                            |
| MČR 2011                                                   | D20 – juniorky                                             | 1. místo                                                   | 3. místo                                                   | 1. místo                                                   |                                                            | 1. místo                                                   | 25. místo                                                  | SK Žabovřesky Brno                                         |                                                            |                                                            |                                                            |
| MČR 2011                                                   | D21 – ženy                                                 |                                                            |                                                            |                                                            |                                                            |                                                            | SK Žabovřesky Brno                                         | 6. místo                                                   | 2. místo                                                   |                                                            |                                                            |
| MČR 2012                                                   | D21 – ženy                                                 | 18. místo                                                  | 9. místo                                                   | 10. místo                                                  | 1. místo                                                   | 10. místo                                                  | SK Žabovřesky Brno                                         | 6. místo                                                   | 1. místo                                                   |                                                            |                                                            |
| MČR 2013                                                   | D21 – ženy                                                 |                                                            | 15. místo                                                  | 13. místo                                                  | disk                                                       | 14. místo                                                  | SK Žabovřesky Brno                                         |                                                            |                                                            |                                                            |                                                            |
| MČR 2014                                                   | D21 – ženy                                                 | 24. místo                                                  | 4. místo                                                   |                                                            |                                                            | 13. místo                                                  | SK Žabovřesky Brno                                         | 4. místo                                                   | 4. místo                                                   | 2. místo                                                   |                                                            |
| MČR 2015                                                   | D21 – ženy                                                 |                                                            | 4. místo                                                   | 5. místo                                                   |                                                            | 118. místo                                                 | SK Žabovřesky Brno                                         | 2. místo                                                   | 5. místo                                                   | 2. místo                                                   |                                                            |
| MČR 2016                                                   | D21 – ženy                                                 |                                                            |                                                            |                                                            |                                                            | 135. místo                                                 | SK Žabovřesky Brno                                         |                                                            |                                                            | 2. místo                                                   |                                                            |
| MČR 2017                                                   | D21 – ženy                                                 | 3. místo                                                   | 5. místo                                                   | 2. místo                                                   | 4. místo                                                   | 3. místo                                                   | SK Žabovřesky Brno                                         | 1. místo                                                   | 2. místo                                                   | 2. místo                                                   |                                                            |
| MČR 2018                                                   | D21 – ženy                                                 | 2. místo                                                   | 7. místo                                                   | 4. místo                                                   | 2. místo                                                   | 4. místo                                                   | SK Žabovřesky Brno                                         | 2. místo                                                   | 2. místo                                                   | disk                                                       |                                                            |
| MČR 2019                                                   | D21 – ženy                                                 | 2. místo                                                   | 15. místo                                                  | 1. místo                                                   |                                                            | 3. místo                                                   | SK Žabovřesky Brno                                         |                                                            |                                                            | 3. místo                                                   |                                                            |
| MČR 2020                                                   | D21 – ženy                                                 | 5. místo                                                   | 5. místo                                                   |                                                            | zrušeno                                                    | 3. místo                                                   | SK Žabovřesky Brno                                         | 5. místo                                                   | zrušeno                                                    |                                                            |                                                            |
| MČR 2021                                                   | D21 – ženy                                                 | 2. místo                                                   | 3. místo                                                   | 3. místo                                                   |                                                            |                                                            | 2. místo                                                   | SK Žabovřesky Brno                                         | 10. místo                                                  | 1. místo                                                   | Disk                                                       |
| MČR 2022                                                   | D21 – ženy                                                 | 3. místo                                                   | 3. místo                                                   | 3. místo                                                   |                                                            | 2. místo                                                   | 3. místo                                                   | SK Žabovřesky Brno                                         | 3. místo                                                   | 3. místo                                                   | 3. místo                                                   |